# 默兹河畔丹
默兹河畔丹（法語：Dun-sur-Meuse，法語發音：[dœ̃ syʁ møz]）是法国默兹省的一个市镇，属于凡尔登区。

## 地理
默兹河畔丹（49°23'9"N, 5°10'59"E）面积6.41 平方千米，位于法国大東部大區默兹省，该省份为法国西北部内陆省份，北与比利时接壤，西接马恩省和阿登省，南至上马恩省和孚日省，东临默尔特-摩泽尔省。
与默兹河畔丹接壤的市镇（或旧市镇、城区）包括：小克莱里、杜尔孔、方丹圣克莱尔、利尼德旺丹、布拉东河畔米利、默兹河畔萨塞。

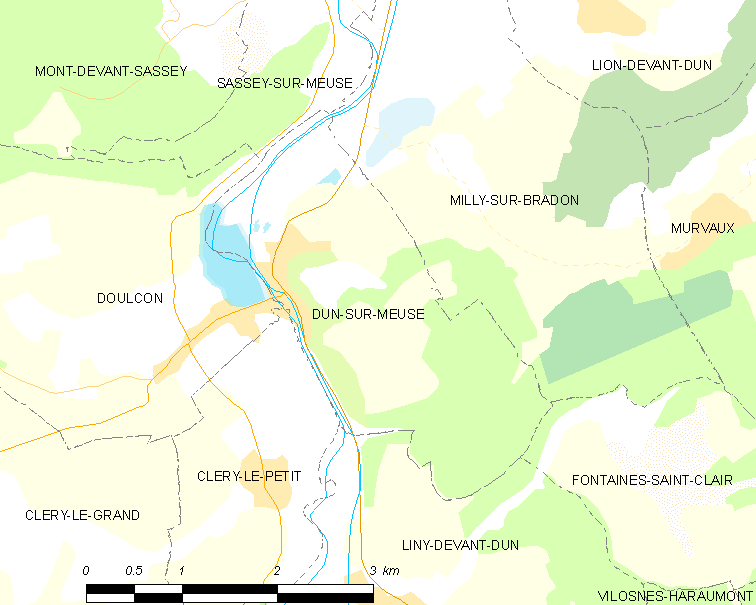
默兹河畔丹的OSM定位图

默兹河畔丹的时区为UTC+01:00、UTC+02:00（夏令时）。

## 行政
默兹河畔丹的邮政编码为55110，INSEE市镇编码为55167。

## 政治
默兹河畔丹所属的省级选区为斯特奈县。

## 人口

1962-2008年间默兹河畔丹人口变化图示

默兹河畔丹于2022年1月1日时的人口数量为590人。